# 蕩婦遊行

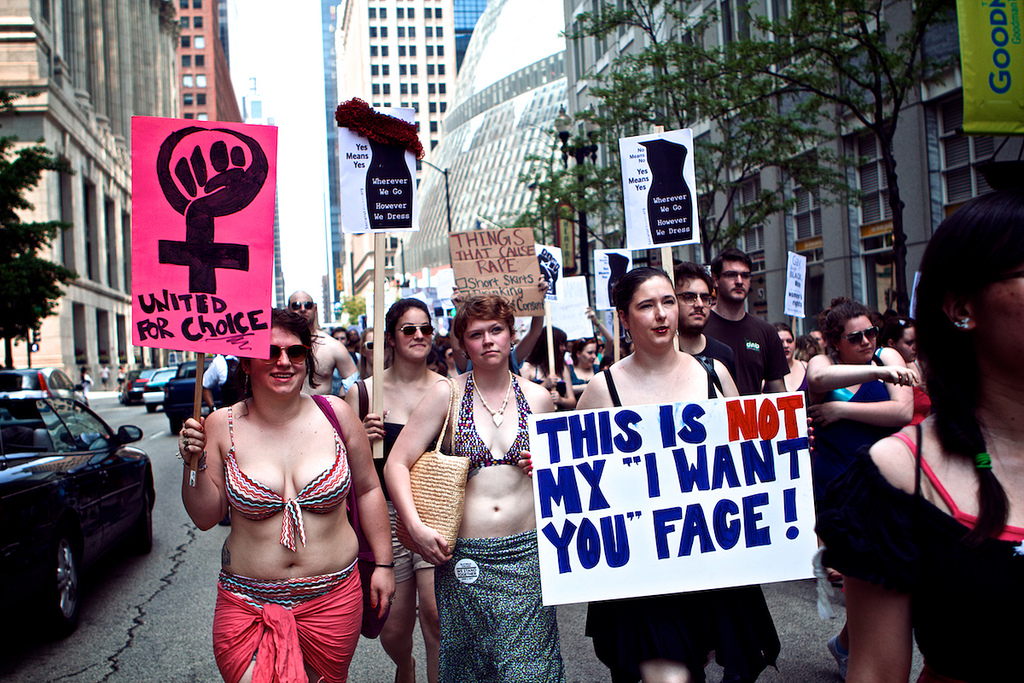
2011年6月4日，在芝加哥發動的蕩婦遊行

蕩婦遊行（英語：SlutWalk），又譯騷貨遊行，一種為爭取婦女人身安全權利的抗議遊行運動。2011年4月3日，首次在加拿大多倫多發動，隨後迅速擴展成為國際性的示威遊行。這個遊行的目的，在於抗議對於被強暴婦女的社會偏見，反對以下的錯誤見解－婦女遭受強暴，是由於被害婦女自己不檢點，穿著行為像是個蕩婦（Slut），被強暴是自取其辱，應該由受害女性自己負責。
騷貨遊行的宗旨即是希望糾正這種錯誤看法，認為應該被譴責的對象是強暴加害者，而不是受害女性。為了突顯這個議題，參加遊行的女性，通常穿著诸如迷你裙、丝袜、低胸衣、比基尼等较为清涼的服裝，手持抗議標語。希望能夠喚醒社會注意。這個活動希望增加社會大眾的認知，不管女性的穿著如何，她的身體自主權都應該被尊重。

## 事件起源
2011年1月24日，加拿大多倫多市警察局，派人至約克大學演講時，演講人說：「女性要避免性侵，就不應穿的像蕩婦般暴露。」（women should avoid dressing like sluts in order not to be victimized.）這個發言被報導後，引發加拿大民眾不滿，2011年4月3日，在多倫多發動了第一次蕩婦遊行。(http://www.slutwalktoronto.com/ （页面存档备份，存于）)

## 各地行動

### 英國
2011年6月11日，英國倫敦舉辦了蕩婦遊行。

### 冰島
2011年7月23日，冰島首都雷克雅未克舉辦了蕩婦遊行。

### 德國
2011年8月13日，德國柏林舉辦了蕩婦遊行。

### 美國
2011年10月2日，美國紐約舉辦。

### 巴西
2014年5月25日，巴西聖保羅舉辦。

### 以色列
- 2015年5月29日，以色列婦女團體在耶路撒冷舉行遊行。
- 2017年6月4日，[3]

### 香港
- 2011年12月04，在銅鑼灣百德新街集合，遊行至灣仔修頓球場。 [4]
- 2016年10月30日，香港中環遮打花園集合，遊行途經高等法院，至終點蘭桂芳。[5]